# Triunfo (kommun i Brasilien, Paraíba, lat -6,58, long -38,58)
Triunfo är en kommun i Brasilien.   Den ligger i delstaten Paraíba, i den östra delen av landet, 1 400 km nordost om huvudstaden Brasília. Antalet invånare är 9 223. Arean är 223 kvadratkilometer.
Terrängen i Triunfo är platt åt sydost, men åt nordväst är den kuperad.
Följande samhällen finns i Triunfo:
- Triunfo

Omgivningarna runt Triunfo är huvudsakligen savann. Runt Triunfo är det ganska glesbefolkat, med 42 invånare per kvadratkilometer.